# Guyu wujalwujalensis
Guyu wujalwujalensis is een straalvinnige vissensoort uit de familie van de zaagbaarzen (Percichthyidae). De wetenschappelijke naam van de soort is voor het eerst geldig gepubliceerd in 2001 door Pusey & Kennard.